# 河緯地
河 緯地（ハ・ウィジ、か いち、ハングル: 하위지、1412年 - 1456年）は、李氏朝鮮前期の文臣・政治家・学者。死六臣の一人。字は天章・仲章、号は丹渓・赤村・延風。諡号は忠烈。本貫は晋州河氏。死六臣の中で、朴彭年と共に子孫が伝わる。
科挙に合格し、礼曹判書となった。端宗が叔父の首陽大君（後の世祖）の側近の脅迫を受けて譲位すると、成勝・兪応孚・成三問・金礩などとともに端宗復位を意図した世祖殺害計画を企てるも、失敗を予想した成均館司芸金礩が舅の鄭昌孫を通じて密告したため、処刑された。

## 生涯

### 生涯初期

#### 生誕と家系
慶尚北道善山郡出身。父は郡守河澹、母は兪勉の娘。曾祖父は河胤、祖父は門下評理河之伯である。晋州河氏丹渓公派で高麗後期の主簿河成の子孫である。生年は不確実で、1387年もしくは1412年とされる。
伝説によると、誕生日から3日の間、生家の前を流れていた小川が赤く染まったとの逸話にちなみ、雅名を丹渓としたという。幼少時から勉強好きであり、学問に精進した。

#### 過去及第
1435年に生員試に合格、生員となり、1438年、式年文科に状元（首席）で合格し、集賢殿副修撰に任命された。しかし、世宗の特命で成三問・金礩・申叔舟らと賜暇読書の任に就いた。その後、集賢殿学者になり、王の側近として政治に関わった。

### 官僚生活

#### 訓民正音
1440年に病気により官職を辞任すると、世宗は特別に薬を下賜して故郷で治療させると共に、慶尚道観察使にも緯地を救療するように特別伝旨を下した。1444年に集賢殿教理に任命され、『五礼儀註』編纂に参加。
1446年に全羅道羅州同福県監であった兄の河綱地が貪婪の罪を犯して弾劾を受けると全羅監獄に収監された。しかし兄は病気であり、自ら引責辞退で官職を辞任して全羅道に戻り、獄中にあった兄の病気を看病した。
1446年に世宗が訓民正音を創製する時彼は崔萬理・鄭昌孫などとともに訓民正音創製を反対する立場に立ったため、一時期世宗の震怒を買ったりした。
その後集賢殿学士になった。世宗の命で集賢殿で『歴代兵要』の編集を取り掛かったが、世宗の次男の首陽大君（後の世祖）が当時これを総裁していた。1448年集賢殿校理に復職された後翌日春秋館の史官で『高麗史』の編纂作業に合流した。

#### 世宗の遺志
世宗は普段から集賢殿学士に幼い孫である端宗の輔弼を指示したが、1450年、死期を悟った世宗は、長男である文宗も病弱で早世することを予感し、集賢殿の学士を呼んで幼い孫の端宗の輔弼を遺言して死去した。河緯地も集賢殿の他の学士と一緒に世宗の遺言を奉じた。
1450年の文宗即位直後、司憲府将令に任命された。1451年、首陽大君を補佐して『陣説』の校正と『歴代兵要』編纂に参加する中職集賢殿に昇進した。文宗が崩御すると官職を辞して故郷へ隠遁した。

#### 首陽大君との葛藤
一方、世宗の治世時から編集されていた『歴代兵要』が1453年春に至って刊行されると、首陽大君は甥である端宗に請じて、同書の編集に功労が大きい臣下に加資させた。当時、河緯地は司憲府執義という重職に昇進したが、敢えて辞退し、王が幼く、国家が危機的状況にありながら王族（首陽大君）が爵賞を用いて朝臣を弄んではいけない、と糾弾した。この一軒で勲臣は河緯地を弾劾したが首陽大君は親しい関係だった河を処罰しなかった。
1453年、河緯地は自分の職責が義理上不可能であると、集賢殿直提学に辞退した。辞職後は療養のために慶尚道霊山の温井に下がった。

### 生涯後半

#### 癸酉靖難前後
1453年陰暦10月、世祖が金宗瑞・皇甫仁などを殺害して、議政府領議政兼摂政に上がった折、官職を捨てて前司諫の資格で善山に退いた。首陽大君が端宗に請じて河緯地を左司諫に任命しようとしたが辞退した。1454年に集賢殿副提学に復職されると大闕の隣にある仏堂が王室によいと못함を持ってこれを훼철することを主張した。
同年『世宗実録』編纂に兼任春秋館編修官として参加し、経筵侍講官で王に慶事を講論した。副提学・礼曹参議などを歴任して、1455年にまた職制学になってから礼曹参議になった。1455年に世祖が王位を簒奪して礼曹参判に任命すると、やむを得ず就任したが、俸禄を受ける事を恥じて別室に積んでいた。まもなく王世子右副賓客を兼任するようになった。その後礼曹判書へ昇進した。

#### 世祖の強権政治反対
世祖は即位直後王権強化の一環で領議政・左議政・右議政などの三政丞と左賛成・右賛成が六曹判書たちの政務を決裁する議政府署事制で王が直接六曹判書たちの書類を決裁して政務を主幹する六朝職階制への改訂を推進した。しかし礼曹参判である河緯地が早い段階から反対した。
即位直後、世祖は河緯地の才と信念を惜しみ、幾度も教書を下げて呼びかけ、礼曹判書参判に任命した。しかし、彼は端宗に忠実であったため、世祖の禄を食むことを恥じて、世祖が即位日からの俸禄は別に一部屋に積んで手をつけなかった。世祖の強権政治と対立し、王の怒りを買って推鞫の命を受けたりした。
世祖は即位すると王権強化策で従来から施行した議政府本来の権限である署事制を廃止させ、六朝が官長事務を議政府を経ず直接王に上渓する六曹直啓制を施行して議政府の権限を縮めた。このような世祖の謀略に反対し、中国の古代王朝の周の制度を持って議政府署事制の復活を強力に主張した。

#### 端宗復位失敗と処刑
しかし、1456年に成三問・朴彭年・李塏・兪応孚・柳誠源等と端宗の復位を謀るも、金礩の裏切りで捕えられ、義禁府に連行され獄門にあった後に殉節した。この時、獄門場に現われた世祖は河緯地と私的に親しい関係だとして"過ちを犯した"と言ったら許すと言って説得したが、遂にきかず処刑される。
彼は車裂刑に処される。バラバラとなった死体は金時習などによって収容され、漢陽鷺梁津に移された。ここが死六臣墓だとされている。しかし、善山郡西方の古方山にも彼の墓がある。

#### 死刑直前
朴彭年とともに子孫ともども死六臣とされている。死後に彼の父・兄弟・二人の息子が処刑されたが、未成年者である甥三人が生き残ってその中の弟の河紀地の息子の河源が養子になって代を引き継いだ。
1456年、世祖を殺して端宗を復位しようとはかった死六臣の変が起きると世祖は河緯地の才を惜しんで密かに彼に謨議した事実を告白すれば許してくれるとたしなめたが彼は一笑に付した。問招を受ける時に彼が「もう反逆者と決まり、死刑が決まったのに、今更何を尋ねることがあるか？」と答えると、世祖も怒りが少し収まり河緯地だけが烙刑を受けなかった。
彼は獄門を受けながら世祖に「……もう私に反逆の罪名を着せたからその罪に対して適切に誅殺すればいいだろうに、また何を尋ねるというのだ」言い返した。世祖は獄門場で彼に自分の便で올것を要請したが河緯地は皆断った。彼は獄門過程で成三問などが灼刑はあわなかったが、死六臣などとともに車裂刑にあった。
彼が処刑されると善山にいた二子の河湖・河泊も連座して死刑となった。幼い息子達が死を恐ろしいと母に言うのを「死ぬことは難しくない。父ももう殺害され、私一人がどうして生き残りましょう？朝命がなくとも自決すべき立場です」と云い、奴婢となった妹に、女の義理を守り、二人の主人を仕えないことを頼んだ後、死を受けたら、皆その父に恥じぬ息子であると誉めた。
息子の河湖・河泊は処刑されたが、未成年であった甥の河浦・河亀同（弟の河紀地の息子）・河汾（兄の河綱地の息子）は生き残った。河亀同は後に名前を河源に改名して河緯地の養子になった。世祖は他の死六臣は息子・父・兄弟・甥まで処刑したが河緯地だけは例外として、甥の河浦・河源・河汾は死刑に処せず、辺方で流刑となった。一家は孫の朴壹珊が生き残って子孫を伝える朴彭年家とともに直系子孫が伝わる家門でもある。

### 祭祀
粛宗の時に、名誉が回復され、吏部判書に追贈された。
鷺梁津の愍節書院、江原道寧越郡の彰節祠、慶尚北道亀尾市の月巌書院、忠清南道論山市連山の忠国書院、慶尚北道義城郡の忠烈寺などに祭享された。

## 家族関係
兄弟は皆処刑されたが、特別に世祖と親密であったため、幼い甥三人は無事であった。成三問の甥と孫が処刑されたこととは対照的である。後日弟の息子の河亀同が改名し、養子になって彼の祭祀を奉じた。
連座した甥三人は1468年9月6日に釈放された。
- 父：河澹（? - 1456年）
  - 兄：河綱地（? - 1456年）
    - 甥：河汾（未成年者だと処刑を免れた[5]）

  - 弟：河紀地（? - 1456年）
    - 甥：河浦（未成年者だと処刑を免れた[5]）
- 妻：貴今（知兵曹事の権躽の奴婢に分配された[6]）
  - 娘：木今（知兵曹事の権躽の奴婢に分配された[6]）
  - 子：河潭（? - 1456年）
  - 子：河湖（? - 1456年）
  - 子：河泊（? - 1456年）
  - 養子：河源（初名は河亀同、弟の河紀地の息子、未成年者だと処刑を免れた[5]）

## 評価
気性が無口で恭しく、いつも集賢殿で経筵が行われる際に王の面倒を見ながら学問を助けた。
品性が強直で大司諫の職分で権勢に屈しないで直言を躊躇しなかった。文宗初期、王が病弱で力がなく、権力を壟断する大臣たちの越権行為、腐敗行為などを積極的に攻撃、肥土している途中大臣たちと文宗から反撃を受けたが承旨の鄭而漢と鄭昌孫などの庇護で無事でもあった。
後に南孝温は自分の著書『秋江集』の「六臣伝」で河緯地の人柄に対して次のように論評した。
“彼は人柄が沈着で静かであり、言葉が少かった。そして、恭しく礼節に明るくて王宮を通る時は必ず言葉を下した、雨が降って道にたとえ水がたまってもそのぬかるんだ道を避けるために禁止された道を使わなかった。また、世宗の養成した人才が文宗の時に至って盛んに盛んであったが、その頃の人物を論ずる時は彼を高めて第一等にするようになる”と批評した。

### 世祖の越権行為批判
端宗即位、世祖が先に立って『歴代兵要』兵書の編纂に参加した集賢殿学士の品階を昇進させようと思った。歴代兵要と兵書の責任者が世祖であったからである。しかし、彼は書籍の編纂事業は集賢殿本来の業務であり、昇進する理由がないと端宗に上訴し、自分の昇進に反対した。また、この事を首陽大君が出て処理するに対しても反対した。
すなわち、官職を下賜し、褒章を与えることは国家の公器であり、軽率に施行することができず、そして宗臣の身分で私恩を施そうとする首陽大君の行いは非常に不当であるというのである。彼は自分の職責が義理上不可能であると集賢殿直提学に전보された。

## その他
- 河緯地が自分の二人の甥の河汾と河浦は連座されないことを知り、河汾と河浦に遺産を継ぐ遺産相続分財記が現在に伝わる。
- ともに端宗復位運動をした成三問は集賢殿学士で訓民正音創製に参加した。 しかし河緯地は訓民正音創製に反対する立場であった。